# Benamaya
Benamaya o Benamaoya es un despoblado español situado en el término del municipio andaluz de Benadalid, en la provincia de Málaga. 
Era una alquería situada en la loma que separa los arroyos de Gorgote y Benamaya, a 450 m. de altitud. Su nombre parece derivar del árabe Bina al Umayya, lo que parece indicar una fundación omeya. Cuando la Serranía de Ronda y Gaucín fueron reconquistadas por la Corona de Castilla 1485, Benamaya formaba parte de la taha de Gaucín. En 1498 los Reyes Católicos donaron Benamaya (junto con la villa de Gaucín, Algatocín, Benamahabú y Benarrabá) al duque de Medina Sidonia, pasando a depender desde entonces del mayorazgo de su casa hasta la supresión de los señoríos a principios del siglo XIX. En lo eclesiástico pertenecía de la parroquia de Benadalid. 
En 1501 con la rebelión mudéjar de Sierra Bermeja, en el contexto de la Primera Guerra Civil de Granada, Benamaya perdió la mayor parte de su población, pasando a ser repoblada por cristianos nuevos o moriscos, aunque en 1558 parece que estaba despoblada de nuevo. En 1568 se produjo le Rebelión de las Alpujarras a cuyo fin en 1570 se procedió a la expulsión de los moriscos de Benamaya, que tan solo contaba con trece vecinos. El duque de Medina-Sidonia solicitó la repoblación del lugar, pero al no presentarse repobladores las haciendas fueron arrendadas a vecinos de Benadalid. En 1574, de las trece casas, cinco estaban derruidas y en mal estado las demás, pues los arrendadores no vivían en ellas. Por ello, el duque repartió las haciendas a partes iguales entre cuatro vecinos de Benadalid, con la obligación de vivir en Benamaya con sus familias, saltándose la prohibición de que los repobladores fueran del Reino de Granada. Pero las condiciones del repartimiento no se cumplieron y los repobladores siguieron viviendo en Benadalid, quedando Benamaya despoblado para siempre. A principios del siglo XIX, con la abolición de los señoríos, el despoblado de Benamaya pasó a formar parte del término municipal de Benadalid.